# Titan Company
Titan Company Limited es una empresa india que fabrica principalmente accesorios de moda, como joyería, relojes y gafas. Forma parte del Grupo Tata y se fundó como una empresa conjunta con TIDCO. La compañía tiene su sede corporativa en Electronics City, Bangalore, y su domicilio social en Hosur, Tamil Nadu.
La empresa inició sus operaciones en 1984 bajo el nombre de Titan Watches Limited. En 1994, se diversificó hacia el sector de la joyería con la marca Tanishq y, posteriormente en gafas, con la firma Titan Eyeplus. En 2005 lanzó su marca de accesorios de moda juvenil Fastrack. Titan es el mayor fabricante de joyería de marca de la India en términos de valor, con una cuota de mercado del 6 % en 2022. Más del 80 % de sus ingresos totales proviene del segmento de joyería. En 2019 era el quinto mayor fabricante de relojes del mundo.

## Historia

### 1984-1990
Titan Company Limited se inauguró el 26 de julio de 1984 con el nombre de Titan Watches Limited en Chennai. Se instaló una planta para la fabricación de relojes electrónicos analógicos de cuarzo en el polígono industrial State Industries Promotion Corporation of Tamil Nadu en Hosur. En noviembre de 1986, Titan Company y Casio Computer firmaron un memorándum de entendimiento para la fabricación de 2 millones de relojes digitales y analógico-digitales.

### 1991-2010
En 1992, Timex entró en el mercado indio mediante una empresa conjunta con Titan Watches. En virtud del acuerdo, Timex fabricaba relojes de menor precio, que se comercializaban y vendían en las tiendas Titan junto con los relojes de gama alta de Titan.
En septiembre de 1993, Titan Watches cambió su nombre a Titan Industries para introducirse en la comercialización de otros productos además de los relojes. En 1994, Titan lanzó su marca de joyería, Tanishq.
En 1997, Titan y Timex finalizaron su colaboración. En un intento por competir con Timex, Titan lanzó poco después una gama de relojes económicos bajo el nombre de Sonata, y una submarca de relojes y accesorios, Fastrack, dirigida a clientes más jóvenes.
En 2004, Titan firmó un acuerdo con el Murjani Group para comercializar y distribuir sus relojes bajo la marca Tommy Hilfiger en la India. En 2004, Titan se asoció con LVMH para el mantenimiento de sus relojes en India a través de sus centros de servicio.
En 2005 se potenció a Fastrack como una marca independiente de accesorios dirigida a la juventud urbana. Para convertirse en una marca de moda, lanzó gafas de sol ese mismo año y, en 2009, inició la comercialización de bolsos, cinturones y carteras. En 2007, Titan fundó su cadena de tiendas de óptica Titan Eyeplus. Titan lanzó Helios, una tienda multimarca de relojes de lujo, en 2009.

### A partir de 2011

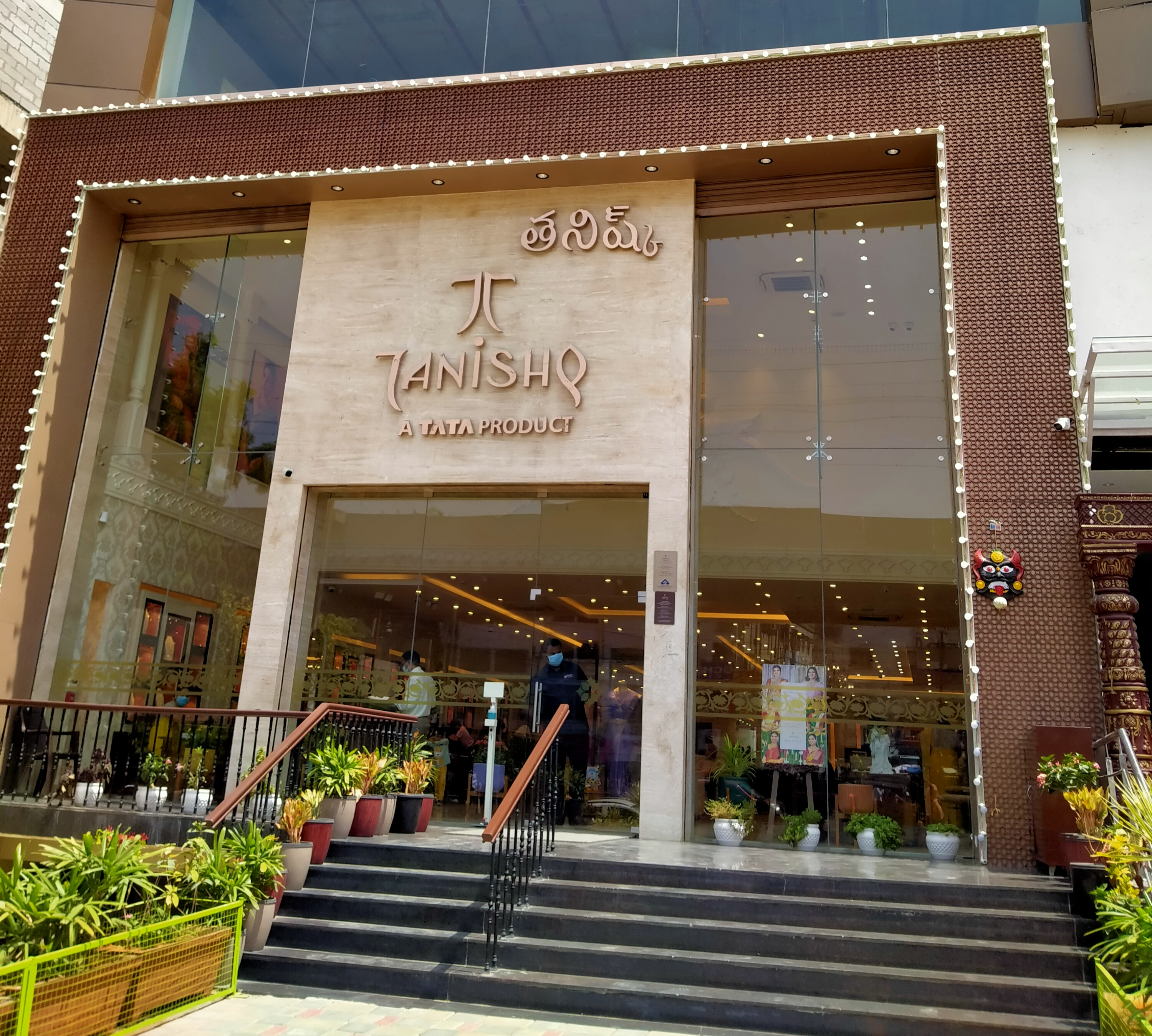
Una joyería Tanishq en Hyderabad

Titan adquirió el fabricante de relojes suizo Favre-Leuba en 2011 por 2 millones de euros, con el fin de introducirse en el mercado del Espacio Económico Europeo. En 2013 entró en el segmento de fragancias con la marca Skinn y en la categoría de cascos para motociclistas con la marca Fastrack. Ese mismo año, cambió su nombre a Titan Company Ltd. En 2014, formó una empresa conjunta con Montblanc para establecer sus tiendas minoristas en la India.
En 2016, Titan ingresó al mercado de dispositivos digitales con el lanzamiento de su reloj inteligente, Juxt, creado en colaboración con Hewlett-Packard.
En 2017, la compañía lanzó un seguidor de actividad, llamada Gesture Band, bajo su marca de accesorios juveniles Fastrack. En 2018, la compañía incorporó nuevas pulseras de actividad física. En 2018, la compañía tenía una participación de mercado del 7,4 % en el mercado de este tipo de dispositivos.
También en 2017, Titan lanzó su cadena minorista de ropa étnica femenina llamada Taneira. En 2018, fusionó su marca de joyería Gold Plus, centrada en el sur de la India, con Tanishq.
En noviembre de 2020, Titan abrió su primera tienda Tanishq en el extranjero, concretamente en Dubái.
En 2023, Titan vendió su filial Favre-Leuba a Ethos.

## Filiales y empresas afiliadas
Titan Engineering & Automation Limited es una filial propiedad al 100% de Titan. Anteriormente se conocía como Titan - Precision Engineering Division. La empresa se dedica a la construcción de maquinaria, la automatización y la fabricación de componentes.
En 2015, Titan creó una empresa conjunta para vender productos de la marca suiza de lujo Montblanc a través de sus puntos de venta. La participación de Titan en Montblanc India Retail Private Limited es del 49% y Montblanc Services B.V. posee el 51%.
En 2016, Titan adquirió una participación del 62% en CaratLane por algo más de 53 millones de dólares. En 2023, Titan adquirió otra participación del 27,18% en CaratLane de su fundador y su familia por 559,45 millones de dólares en efectivo, tras lo cual su participación en la compañía aumentó al 98,28%. En 2024 adquirió la participación restante en CaratLane.